# Arhopala antura
Arhopala antura är en fjärilsart som beskrevs av Swinhoe 1911. Arhopala antura ingår i släktet Arhopala och familjen juvelvingar. Inga underarter finns listade i Catalogue of Life.